# Fabrizio De André
Fabrizio De André, född 18 februari 1940, död 11 januari 1999, var en italiensk singer-songwriter.

## Biografi
Fabrizio föddes i Genua, men eftersom fadern var antifascist tvingades familjen, när kriget bröt ut, fly upp i bergen till en gård utanför Revignano d'Asti i Piemonte.
1945 återvände familjen till Genua och redan i unga år började han musicera. Bland annat spelade han banjo och sjöng i bandet The Crazy Cowboys e The Sheriff One även om han mest inspirerades av jazzen, samt något senare den franske vissångaren Georges Brassens.
1958 Spelade Fabrizio De André in sina första två sånger, "Nuvole barocche" och "E fu la notte".
1962 gifte han sig med Puny Rignon, en nästan tio år äldre genovesisk kvinna. Samma år föddes sonen Cristiano, som så småningom följde i sin fars fotspår och blev singer-songwriter och multiinstrumentalist.
Fabrizio De Andrés texter rörde sig överhuvudtaget runt teman som utanförskap, revolt, prostituerade kvinnor, misslyckad existens, ensamhet i samhället.
1967 gavs Fabrizio De Andrés första egna studioalbum ut på Bluebell Records. Albumet innehöll åtta egna sånger och två sånger av Georges Brassens.
Hans nästa album, Tutti morimmo a stento (1968), betraktades som det första konceptalbumet i italiensk popmusik.
Under 1970-talet vände sig Fabrizio De André till existentialism och började intressera sig närmare för Bob Dylans och Leonard Cohens författarskap (singel Suzanne/Giovanna d'Arco, 1972, album Canzoni, 1974).
1980 fattade Fabrizio De André intresse för italiensk folkmusik och bestämde sig sjunga i sin hemdialekt (album Crêuza de mä, 1984). Albumets låtar representerade den typ av folkmusik som senare skulle betecknas som världsmusik.
Fabrizio De André dog 1999, av lungcancer.

## Diskografi

### Album
- 1967 Volume I
- 1968 Tutti morimmo a stento
- 1968 Volume III
- 1970 La buona novella
- 1971 Non al denaro, non all'amore né al cielo
- 1973 Storia di un impiegato
- 1974 Canzoni
- 1975 Volume VIII
- 1978 Rimini
- 1981 Fabrizio De André (l'indiano)
- 1984 Crêuza de mä
- 1990 Le nuvole
- 1996 Anime salve

### Singlar
- 1961 Nuvole barocche/E fu la notte
- 1961 La ballata del Michè/La ballata dell'eroe
- 1963 Il fannullone/Carlo Martello ritorna dalla battaglia di Poitiers
- 1963 Il testamento/La ballata del Michè
- 1964 La guerra di Piero/La ballata dell'eroe
- 1964 La canzone di Marinella/Valzer per un amore
- 1965 Per i tuoi larghi occhi/Fila la lana
- 1965 La città vecchia/Delitto di paese
- 1966 La canzone dell'amore perduto/La ballata dell'amore cieco
- 1966 Geordie/Amore che vieni, amore che vai
- 1967 Preghiera in gennaio/Si chiamava Gesù
- 1967 Bocca di Rosa/Via del Campo
- 1967 Spiritual/Caro amore
- 1968 Carlo Martello ritorna dalla battaglia di Poitiers/Il testamento
- 1968 La canzone di Marinella/Amore che vieni, amore che vai
- 1968 La ballata del Michè/La guerra di Piero
- 1969 Il gorilla/Nell'acqua della chiara fontana
- 1969 Leggenda di Natale/Inverno
- 1970 Il pescatore/Marcia nuziale
- 1970 La stagione del tuo amore/Spiritual
- 1971 Un matto/Un giudice
- 1972 Suzanne/Giovanna d'Arco
- 1973 Il bombarolo/Verranno a chiederti del nostro amore
- 1975 La cattiva strada/Amico fragile
- 1978 Andrea/Volta la carta
- 1978 Rimini/Coda di lupo
- 1978 Avventura a Durango/Sally
- 1979 Il pescatore/Bocca di rosa
- 1980 Una storia sbagliata/Titti
- 1981 Avventura a Durango/Quello che non ho
- 1984 Sinàn Capudàn Pascià
- 1996 Dolcenera
- 1997 La canzone di Marinella